# Halowe Mistrzostwa Europy w Lekkoatletyce 1979 – pchnięcie kulą kobiet
Pchnięcie kulą kobiet – jedna z konkurencji technicznych rozgrywanych podczas halowych lekkoatletycznych mistrzostw Europy w hali Ferry-Dusika-Hallenstadion w Wiedniu. Rozegrano od razu finał 25 lutego 1979. Zwyciężyła reprezentantka Niemieckiej Republiki Demokratycznej Ilona Slupianek. Tytułu zdobytego na poprzednich mistrzostwach nie broniła Helena Fibingerová z Czechosłowacji.

## Rezultaty
Rozegrano od razu finał, w którym wzięły udział 3 miotaczki. Wszystkie otrzymały medale.

Opracowano na podstawie materiału źródłowego.
| Poz. | Zawodniczka     | Reprezentacja   | Próby | Próby | Próby | Próby | Próby | Próby | Wynik |
| Poz. | Zawodniczka     | Reprezentacja   | 1     | 2     | 3     | 4     | 5     | 6     | Wynik |
| ---- | --------------- | --------------- | ----- | ----- | ----- | ----- | ----- | ----- | ----- |
| 01 ! | Ilona Slupianek | NRD             | 20,59 | 21,01 | 20,74 | 19,99 | x     | 20,73 | 21,01 |
| 02 ! | Marianne Adam   | NRD             | 19,86 | 19,88 | 20,14 | 19,47 | 19,69 | 20,11 | 20,14 |
| 03 ! | Judy Oakes      | Wielka Brytania | 14,99 | x     | 15,66 | 15,63 | 15,49 | x     | 15,66 |